# 北京一
北 京一（きた きょういち、1950年 - ）は、大阪生まれ、日本のパントマイマー。北京二との漫才コンビ「北京一・京二」で活動。本名は久墨健一。

## 経歴
成城工業高校出身、ゼンジー北京に師事し、2代目ゼンジー・一億の名で北京のアシスタントを務める。1971年9月、北京二と漫才コンビ「北京一・京二」を結成、数々の舞台やテレビ番組で活躍するが、1973年コンビ解散。コメディよりもパントマイムの世界に惹かれるようになり、1974年にはマイム修行のため渡米する。
帰国後、1975年にはソウルファンクバンド「ソー・バッド・レビュー」に参加しボーカルを務める。1976年解散。渡仏して、1981年には近代マイムの父と呼ばれるエティエンヌ・ドゥクルー に師事。ドイツ・フランクフルトにてダンススクール「TANZELL」を開校し、アートディレクターを務める。帰国後もパントマイム、舞台演出で活動。
2005年には、バンド「金子マリ Presents 5th Element Will」に参加。
2014年7月25日、フジロックフェスティバルにおいて、ソー・バッド・レビューとして一日限定の再結成ライブを行う。
2018年、北京一・京二としての活動を正式に再開する。
2021年、浅井宣通（メディア・アーティスト）制作による北のパントマイム作品「EVOLUTION」が、イギリス「Lion Film Festival」の短編部門において、最優秀賞（Best Short Experimental Film）とオリジナル賞（Most Original Short）を獲得。

## ディスコグラフィー
ソー・バッド・レビュー
- ソー・バッド・レビュー（1975年）
- ライブ!（1976年）
- ジ・アザー・サイド・オブ・ソー・バッド・レビュー（2022年）※1976年のライブ音源

金子マリ Presents 5th Element Will
- Mari Kaneko Presents 5th Element Will featuring Kyoichi Kita（2014年）
- Mari kaneko Presents 5th Element Will featuring Kyoichi Kita Ⅱ（2018年）
- Mari kaneko Presents 5th Element Will R45+（2022年）

## テレビ出演（衛星放送も含む）
- 連続テレビ小説「純ちゃんの応援歌」（1988年、NHK）- スティーブ西川（パントマイミスト）役[9]
- 『バビロン オブ ロック - 西部講堂伝説 もっとかー!』（1991年、WOWOW）